# Маркус Клевеланд
Маркус Клевеланд (25 квітня 1999 , Ліллегаммер, Оппланн ) — норвезький сноубордист, який виступає в слоупстайлі та біг-ейрі, дворазовий чемпіон світу в слоупстайлі.

## Виступи на Олімпійських іграх
| Рік  | Місто                     | Слоупстайл | Біг-ейр |
| ---- | ------------------------- | ---------- | ------- |
| 2018 | Пхьончхан, Південна Корея | 6          | 18      |
| 2022 | Пекін, Китай              | 14         | 8       |

## Чемпіонат світу
| Рік  | Місто                  | Слоупстайл | Біг-ейр |
| ---- | ---------------------- | ---------- | ------- |
| 2017 | Сьєрра-Невада, Іспанія | —          | 3       |
| 2021 | Аспен, США             | 1          | 3       |
| 2023 | Бакуріані, Грузія      | 1          |         |

## Кубок світу
| Сезон   | Дата              | Місце проведення         | Дисципліна | Місце |
| ------- | ----------------- | ------------------------ | ---------- | ----- |
| 2016–17 | 12 листопада 2016 | Мілан, Італія            | біг-ейр    | 1     |
| 2016–17 | 12 лютого 2017    | Квебек, Канада           | слоупстайл | 3     |
| 2017–18 | 4 вересня 2017    | Кардрона, Нова Зеландія  | слоупстайл | 1     |
| 2017–18 | 2 грудня 2017     | Менхенгладбах, Німеччина | біг-ейр    | 1     |
| 2020–21 | 22 січня 2021     | Лаакс, Швейцарія         | слоупстайл | 3     |
| 2020–21 | 20 березня 2021   | Аспен, США               | слоупстайл | 1     |
| 2020–21 | 28 березня 2021   | Сільваплана, Швейцарія   | слоупстайл | 1     |
| 2021–22 | 27 березня 2022   | Сільваплана, Швейцарія   | слоупстайл | 1     |
| 2022–23 | 17 грудня 2022    | Гора Куппера, США        | біг-ейр    | 1     |
| 2022–23 | 22 січня 2023     | Лаакс, Швейцарія         | слоупстайл | 1     |

Оновлення 19 лютого 2023.